# Parafia św. Pawła Apostoła w Wieliczce
Parafia św. Pawła Apostoła w Wieliczce – parafia należąca do dekanatu Wieliczka Zachód archidiecezji krakowskiej. Została utworzona w 1983. Kościół parafialny wybudowano w latach 2004–2010 przy ulicy Jaśminowej 2; kaplica parafialna wybudowana i poświęcona w 1983, mieściła się przy ulicy Krzyszkowickiej 66.